# Pedicularis ingens
Pedicularis ingens är en snyltrotsväxtart som beskrevs av Carl Maximowicz. Pedicularis ingens ingår i släktet spiror, och familjen snyltrotsväxter. Inga underarter finns listade i Catalogue of Life.